# Japoneuria bolivari
Japoneuria bolivari és una espècie d'insecte plecòpter pertanyent a la família dels pèrlids que es troba a l'illa de Honshu (el Japó).